# Kuni Asahiko
Thân vương Kuni Asahiko (久邇宮 朝彦親王 Kuni-no-miya Asahiko shinnō, 27 tháng 2 năm 1824 – 25 tháng 10,1891), là thành viên trong một nhánh của hoàng gia Nhật Bản và là người đóng vai trò quan trọng trong thời kì Minh Trị Duy tân. Thân vương Asahiko là con trai nuôi của Thiên hoàng Nhân Hiếu và sau đó là cố vấn thân cận của 2 vị Thiên hoàng là Thiên hoàng Hiếu Minh và Thiên hoàng Minh Trị. Ông cũng là ông cố và ông sơ bên mẹ của hai vị Thiên hoàng Nhật Bản  là Thượng hoàng Akihito và Thiên hoàng Naruhito hiện tại.

## Đầu đời
Thân vương Asahiko sinh ra ở Kyoto, ông là con trai thứ tư của Hoàng tử Fushimi Kuniie, vị Thân vương thứ hai mươi của nhánh Fushimi-no-miya, chi tộc nhánh lâu đời nhất trong bốn nhánh họ của gia đình Hoàng tộc có quyền cung cấp người kế vị ngai vàng Hoa cúc.
Thuở nhỏ, Thân vương Asahiko được gọi bằng nhiều ấu danh khác nhau và ông đã có được nhiều danh hiệu và tên tuổi hơn trong những năm về sau. Mọi người thường gọi ông là Thân vương Asahiko (Asahiko Shinnō) hay Vương tước Nakagawa (Nakagawa-no-miya).
Ông cũng là anh em cùng cha khác mẹ của các vị Hoàng tử Yamashina Akira, Hoàng tử Higashifushimi Yorihito, Hoàng tử Kitashirakawa Yoshihisa, Hoàng tử Fushimi Sadanaru và Hoàng tử Kan'in Kotohito.

## Tu sĩ Phật giáo
Ngay từ khi còn nhỏ, Thân vương Asahiko đã được giáo dục để trở thành của một tu sĩ Phật giáo, con đường sự nghiệp truyền thống cho những người con trai không phải là người thừa kế trong sesshu shinnōke trong thời Edo. Ông được lệnh xuất gia tại chùa Honnō-ji vào năm 1831, nhưng sau đó đã được chuyển đến Ichijō-in, thuộc ngôi chùa Kōfuku-ji ở Nara vào năm 1836. Năm 1838, ông được Thiên hoàng Ninkō nhận nuôi. Cùng năm đó, ông đã đảm nhận vị trí từ một người chú của ông là trụ trì của Kōfuku-ji và chính thức trở thành tư tế dưới danh hiệu Sonya Hoshinnō. Năm 1852, Thiên hoàng Kōmei ra lệnh cho ông đến Shōren-in, trở thành monzeki thuộc Thiên Thai Tông phái ở Kyoto và ông đã được nhận tước hiệu Shōren no miya Son'yu. Ông cũng được gọi là Awata no miya hoặc Awataguchi no miya sau khi đảm nhận vị trí của ngôi đền đó. Trong thời gian này, ông ủng hộ việc Tôn hoàng nhương di, trục xuất tất cả người nước ngoài ra khỏi Nhật Bản. Tầm ảnh hưởng của ông đối với phái Ishin Shishi (những người yêu nước theo chủ nghĩa dân tộc) đã thu hút sự chú ý của Ii Naosuke, vị lãnh chúa của Hikone và Tairō khi vị Tướng quân là Tokugawa Iesada lâm bệnh nặng. Trong cuộc Thanh trừng Ansei, ông đã bị kết án và bị giam cầm vĩnh viễn tại Shōkoku-ji. Ông đã dành hơn hai năm sống trong một túp lều nhỏ xíu, đổ nát. Trước sự đối xử thiếu tôn trọng này đối với Thân vương, phe Shishi nổi giận và sau đó họ đã giải phóng một trong những mục tiêu chính của họ.

## Trong cuộc Minh Trị Duy tân
Năm 1862, Thân vương được phép trở lại tước hiệu của mình và được ban cung hiệu là Nakagawa no miya. Việc sắc phong của ông được tuyên bố nhân ngày cưới giữa Shōgun Tokugawa Iemochi, với Công chúa Kazu-no-miya, em gái cùng cha khác mẹ của Thiên hoàng Kōmei. Ông trở về Kyoto, trở thành cố vấn thân cận của Thiên hoàng và được gọi là Kaya-no-miya vào thời gian này. Vào tháng 9 năm 1863, Thiên hoàng Kōmei ban tên cho ông là "Asahiko" và cũng vì địa vị là một Hoàng tử thuộc dòng máu Hoàng gia (shinnō), ông được phong làm Danjō no in, tước hiệu cấp cao chỉ dành cho các hoàng tử thuộc dòng kế thừa chính thống. Thân vương Asahiko tiếp tục sự nghiệp của mình sau khi Thiên hoàng Kōmei qua đời và con trai ông là Thiên hoàng Minh Trị lên nắm đại quyền.
Sau cuộc Minh Trị Duy tân, kẻ thù chính trị của Thân vương Asahiko không phục đường lối chính trị của ông. Năm 1868, ông bị phế tước vị Thân vương và bị đi lưu đày đến Hiroshima với tội danh là có âm mưu lật đổ chính phủ mới. Tuy nhiên sau đó, Thiên hoàng đã cho ân xá ông vào tháng 2 năm 1872, khôi phục lại vị trí Thân vương của ông và cho phép ông đứng đầu một nhánh họ trong hoàng gia, tức Kuni-no-miya. Ông đã dành hai thập kỷ cuối đời của mình với tư cách là linh mục giám hộ của lãnh chúa (saishu) của Thần cung Ise. Thân vương Kuni Asahiko qua đời tại Tokyo vào năm 1891.
Ba trong số các con trai của Thân vương Asahiko, Hoàng tử Kaya Kuninori, Hoàng tử Kuni Taka và Hoàng tử Nashimoto Morimasa, liên tiếp phục vụ với tư cách là linh mục giám hộ của lãnh chúa của Đền thờ Ise từ năm 1891 đến 1947. Con trai của Thân vương Asahiko, Hoàng tử Kuni Kuniyoshi là cha của Công chúa Nagako xứ Kuni, về sau kết hôn với Thiên hoàng Chiêu Hòa và trở thành mẹ của Thiên hoàng Akihito.

## Tổ tiên của các nhánh trong Hoàng gia
Thân vương Kuni Asahiko là cha của ít nhất mười tám đứa con (chín con trai và chín con gái) với năm thị nữ của ông: (1) Izumitei Shizue, con gái thứ hai của Izumitei Shun'eki, một linh mục tại đền Kamo, Kyoto, (2) Izumi Makiko, (3) Harada Mitsue, (4) Tarao Utako và (5) Tsunoda Sugako.
Minh Trị Thiên hoàng đã ra lệnh cho các con trai thứ hai, thứ tám và thứ chín của Thân vương Asahiko lập ra các nhánh mới của hoàng tộc mang tính cha truyền con nối (xem ōke): Kaya-no-miya, Asaka-no-miya và Higashikuni -no-miya. Con trai thứ bảy của Thân vương Asakiko đã trở thành người đứng đầu nhánh Nashimoto-no-miya. Con trai thứ tư của ông đã kế vị ông với tư cách là người đứng đầu thứ hai của nhánh Kuni-no-miya.
1. Quận chúa Chita (智當宮 Chita-no-miya?), (10 tháng 4 năm 1864 - 14 tháng 9 năm 1866), mẹ là Izumitei Shizue.
2. Vương tước Manyimaro, (25 tháng 3 năm 1865 - 10 tháng 1 năm 1866) mẹ là Izumitei Shizue.
3. Vương tước Kaya Kuninori (賀陽宮邦憲王?) (1 tháng 9 năm 1867 - 8 tháng 12 năm 1909), mẹ là Izumitei Shizue.
4. Nữ vương Sakako (栄子女王?), (18 tháng 2 năm 1868 - 9 tháng 1 năm 1949), mẹ là Izumi Makiko. Kết hôn với Tử tước Higashizono Motonaru
5. Nữ vương Akiko (安喜子女王?), (6 tháng 7 năm 1870 - 19 tháng 1 năm 1920) mẹ là Izumitei Shizue. Kết hôn với Hầu tước Ikeda Norimasa.
6. Nữ vương Hiroko (飛子女王?), mẹ là Izumitei Shizue
7. Nữ vương Ayako (絢子女王?), (31 tháng 5 năm 1872 - 26 tháng 7 năm 1946), mẹ là Izumi Makiko. Kết hôn với Tử tước Takenuchi Koritada.
8. Vương tước Kuni Kuniyoshi (久邇宮邦彦王?), (23 tháng 7 năm 1873 - 29 tháng 1 năm 1929), mẹ là Izumi Makiko
9. Vương tước Nashimoto Morimasa (梨本宮守正王?), (9 tháng 3 năm 1874 - 2 tháng 1 năm 1951), mẹ là Harada Mitsue
10. Vương tước Kuni Taka (久邇宮多嘉王?), (17 tháng 8 năm 1875 - 1 tháng 10 năm 1937), bởi Izumitei Shizue
11. Nữ vương Motoko (素子女王?), (27 tháng 3 năm 1876 - 21 tháng 1 năm 1918), mẹ là Izumi Makiko. Kết hôn vớiTử tước Sengoku Masayuki.
12. Hoàng tử Nobu (暢王?), (28 tháng 12 năm 1876 - 7 tháng 8 năm 1877), mẹ là Izumitei Shizue.
13. Nữ vương Suzuko (篶子女王?), (16 tháng 10 năm 1878 - 3 tháng 1 năm 1947) mẹ là Izumi Makiko. Kết hôn với Bá tước Mibu Moto.
14. Nữ vương Yasuko, (21 tháng 6 năm 1878 - 16 tháng 7 năm 1879), mẹ là Izumi Makiko.
15. Vương tước Tarashihiko, (24 tháng 9 năm 1881 - 24 tháng 9 năm 1881), mẹ là Izumi Makiko,
16. Nữ vương Atsuko (純子?), (8 tháng 3 năm 1884 - 13 tháng 6 năm 1911), mẹ là Terao Utako. Đã kết hôn với Tử tướcOda Hidezane.
17. Vương tước Asaka Yasuhiko (朝香宮鳩彦王?) (2 tháng 10 năm 1887 - 13 tháng 4 năm 1981), mẹ là Tsunoda Sugako.
18. Vương tước Higashikuni Naruhiko (東久邇宮稔彦王?), (3 tháng 12 năm 1887 - 20 tháng 1 năm 1990), mẹ là Terao Utako.